# لوس فايوس
بلدية لوس فايوس (بالإسبانية: Los Fayos) هي بلدية تقع في مقاطعة سرقسطة التابعة لمنطقة أراغون شمال شرق إسبانيا.

## الديموغرافيا
بلغ عدد سكان بلدية لوس فايوس 153 نسمة عام 2011 (وفقاً للمعهد الوطني الإسباني للإحصاء).
| 201 | 191 | 174 | 174 | 171 | 154 | 153 |